# Frontière entre l'Australie et la France
La frontière entre l'Australie et la France délimite les zones économiques exclusives de ces deux pays.

## Généralités
Les frontières maritimes entre les territoires français et australiens sont définies par la convention de délimitation australo-française signée en 1982 par les deux pays. Elle établit deux frontières distinctes. La première concerne l'Australie et la Nouvelle-Calédonie dans la mer de Corail. La deuxième sépare l'archipel français des îles Kerguelen et l'archipel australien des îles Heard-et-MacDonald, dans l'océan Indien.
Le traité est signé à Melbourne le 4 janvier 1982. Il est entré en vigueur le 10 janvier 1983, après avoir été ratifié par les deux pays.
En dehors de ces régions maritimes, l'Australie et la France revendiquent deux zones limitrophes du continent Antarctique ; la Terre Adélie, revendiquée par la France, est intégralement contenue dans le secteur australien.

## Délimitation

### Océan Pacifique
La première frontière établie par le traité de délimitation sépare l'île d'Australie (et l'île Norfolk) de la Nouvelle-Calédonie, selon une approximation de la ligne équidistante des deux territoires. Pour les besoins du traité, la souveraineté de la France sur les îles Matthew et Hunter, également revendiquée par le Vanuatu, est supposée. Le point le plus au nord de la frontière est situé au tripoint avec les Salomon ; la frontière se dirige ensuite vers le sud avant d'obliquer vers l'est quasiment jusqu'à 170° est.

La frontière consiste en 21 segments de ligne géodésique définis par 22 points distincts :
- R1 : 15° 44′ 07″ S, 158° 45′ 39″ E
- R2 : 16° 25′ 28″ S, 158° 22′ 49″ E
- R3 : 16° 34′ 51″ S, 158° 16′ 26″ E
- R4 : 17° 30′ 28″ S, 157° 38′ 31″ E
- R5 : 17° 54′ 40″ S, 157° 21′ 59″ E
- R6 : 18° 32′ 25″ S, 156° 56′ 44″ E
- R7 : 18° 55′ 54″ S, 156° 37′ 29″ E
- R8 : 19° 17′ 12″ S, 156° 15′ 20″ E
- R9 : 20° 08′ 28″ S, 156° 49′ 34″ E
- R10 : 20° 32′ 28″ S, 157° 03′ 09″ E
- R11 : 20° 42′ 52″ S, 157° 04′ 34″ E
- R12 : 20° 53′ 33″ S, 157° 06′ 25″ E
- R13 : 21° 12′ 57″ S, 157° 10′ 17″ E
- R14 : 21° 47′ 21″ S, 157° 14′ 36″ E
- R15 : 22° 10′ 31″ S, 157° 13′ 04″ E
- R16 : 22° 31′ 38″ S, 157° 18′ 43″ E
- R17 : 23° 14′ 54″ S, 157° 48′ 04″ E
- R18 : 25° 08′ 48″ S, 158° 36′ 39″ E
- R19 : 26° 26′ 30″ S, 163° 43′ 30″ E
- R20 : 26° 12′ 04″ S, 165° 51′ 37″ E
- R21 : 25° 50′ 42″ S, 168° 44′ 18″ E
- R22 : 25° 55′ 51″ S, 169° 25′ 54″ E

Les coordonnées sont définies dans le système géodésique WGS 72. Au total, la frontière s'étire sur environ 2 290 km, soit 1235 milles marins.

### Océan Indien
La deuxième frontière établie par le traité de délimitation sépare l'archipel australien des îles Heard-et-MacDonald de l'archipel français des îles Kerguelen. Elle est grossièrement équidistante des deux archipels et consiste en sept segments de ligne géodésique définis par huit points distincts :
- S1 : 53° 14′ 07″ S, 67° 03′ 20″ E
- S2 : 52° 42′ 28″ S, 68° 05′ 31″ E
- S3 : 51° 58′ 18″ S, 69° 44′ 02″ E
- S4 : 51° 24′ 32″ S, 71° 12′ 29″ E
- S5 : 51° 03′ 09″ S, 72° 28′ 28″ E
- S6 : 50° 54′ 23″ S, 72° 49′ 21″ E
- S7 : 49° 49′ 34″ S, 75° 36′ 08″ E
- S8 : 49° 24′ 07″ S, 76° 42′ 17″ E

Les coordonnées sont définies dans le système géodésique WGS 72. Au total, la frontière s'étire sur environ 800 km, soit 430 milles marins.

### Antarctique
L'Australie et la France revendiquent deux zones du continent Antarctique. La Terre Adélie, revendiquée par la France, est intégralement contenue dans le secteur australien, entre 136° et 142° de longitude est.